# كاميل بالتازار
كاميل بالتازار (بالرومانية: Camil Baltazar)‏ هو شاعر روماني، ولد في 25 أغسطس 1902 في فوكشاني في رومانيا، وتوفي في 27 أبريل 1977 في بوخارست في رومانيا.